# Diplomacia de vaivém
Em diplomacia e relações internacionais, diplomacia de vaivém é a ação de uma parte externa em servir como intermediário entre (ou entre) princípios em uma disputa, sem contato direto de principal para principal. Originária e usualmente, o processo envolve viagens sucessivas ("shuttling") pelo intermediário, do local de trabalho de um comitente, para o de outro.
O termo foi aplicado pela primeira vez para descrever os esforços do Secretário de Estado dos Estados Unidos, Henry Kissinger, a partir de 5 de novembro de 1973, o que facilitou a cessação das hostilidades após a Guerra do Yom Kippur.
Os negociadores geralmente usam a diplomacia quando um ou ambos os principais recusam o reconhecimento do outro antes da negociação mutuamente desejada.
Os mediadores também adotaram o termo "diplomacia de vaivém".